# Liste der Einträge im National Register of Historic Places in Columbia County (Oregon)
Liste der Einträge im National Register of Historic Places in Columbia County (Oregon) in das National Register of Historic Places eingetragenen Gebäude, Bauwerke, Objekte, Stätten oder historischen Distrikte.

## Auflistung
| [ 2 ] | Name                                                | Bild                                                | Eintragsdatum                 | Lage | Ort                  | Beschreibung                                                                             |
| ----- | --------------------------------------------------- | --------------------------------------------------- | ----------------------------- | --- | -------------------- | ---------------------------------------------------------------------------------------- |
| 1     | Dr. Charles G. and Lucinda McBride Caples Farmstead | Dr. Charles G. and Lucinda McBride Caples Farmstead | 21. Sep. 2005 ID-Nr. 05001060 | 1925 1st Street 45° 53′ 25,2″ N, 122° 48′ 27,7″ W                                                              | Columbia City        |                                                                                          |
| 2     | Clatskanie IOOF Hall                                | Clatskanie IOOF Hall                                | 7. März 2012 ID-Nr. 12000078  | 75 S. Nehalem Street 46° 6′ 13,1″ N, 123° 12′ 14,3″ W                                                          | Clatskanie           |                                                                                          |
| 3     | Cox–Williams House                                  | Cox–Williams House                                  | 1. Nov. 1982 ID-Nr. 82001501  | 280 S 1st Street 45° 51′ 45,3″ N, 122° 47′ 51,1″ W                                                             | St. Helens           |                                                                                          |
| 4     | Thomas J. Flippin House                             | Thomas J. Flippin House                             | 7. März 1979 ID-Nr. 79002048  | 620 Tichenor Street 46° 6′ 2,7″ N, 123° 12′ 27,7″ W                                                            | Clatskanie           |                                                                                          |
| 5     | John and Carolena Heimuller Farmstead               | John and Carolena Heimuller Farmstead               | 28. Feb. 2011 ID-Nr. 11000049 | 32600 SW J. P. West Road 45° 45′ 17,8″ N, 122° 53′ 48,1″ W                                                     | Scappoose (Umgebung) |                                                                                          |
| 6     | Longview Bridge                                     | weitere Bilder                                      | 16. Juli 1982 ID-Nr. 82004208 | On Washington Highway 433 über den Columbia River 46° 5′ 57,6″ N, 122° 58′ 0,1″ W                              | Rainier              |                                                                                          |
| 7     | George F. Moeck House                               | George F. Moeck House                               | 14. Apr. 1978 ID-Nr. 78002283 | 713 B Street, W. 46° 5′ 28,1″ N, 122° 56′ 42,4″ W                                                              | Rainier              |                                                                                          |
| 8     | Oregon–American Lumber Company Mill Office          | Oregon–American Lumber Company Mill Office          | 5. Dez. 2002 ID-Nr. 02001485  | 511 E Bridge Street 45° 51′ 27,3″ N, 123° 10′ 52″ W                                                            | Vernonia             |                                                                                          |
| 9     | Portland and Southwestern Railroad Tunnel           | Portland and Southwestern Railroad Tunnel           | 17. Aug. 1981 ID-Nr. 81000481 | Entlang des Scappoose–Vernonia Highway 45° 50′ 0″ N, 123° 2′ 48″ W                                             | Scappoose (Umgebung) | Erbaut 1920, geschlossen 1945, Bauherr und Betreiber: Portland and Southwestern Railroad |
| 10    | St. Helens Downtown Historic District               | weitere Bilder                                      | 25. Okt. 1984 ID-Nr. 84000137 | Roughly Strand, 1st, 2nd, 3rd, Cowlitz, St. Helens Streets, Columbia Boulevard 45° 51′ 50″ N, 122° 47′ 56,4″ W | St. Helens           |                                                                                          |
| 11    | James Grant Watts House                             | James Grant Watts House                             | 28. Nov. 1980 ID-Nr. 80003308 | 206 SE 1st Street 45° 45′ 22,2″ N, 122° 52′ 36,1″ W                                                            | Scappoose            |                                                                                          |
| 12    | Woodbine Cemetery – Green Mountain Cemetery         | Woodbine Cemetery – Green Mountain Cemetery         | 9. Aug. 2001 ID-Nr. 01000829  | 75900 Larson Road 46° 5′ 56,2″ N, 122° 59′ 51,7″ W                                                             | Rainier (Umgebung)   |                                                                                          |